# Erich Köhler
Erich Köhler (Taschwitz, 28 de diciembre de 1928-Alt Zauche-Wußwerk, 16 de julio de 2003) fue un escritor alemán.

## Vida
Erich Köhler era hijo de un fabricante de porcelana y de una grabadora y se crio en Egerland. Después de asistir a la escuela primaria, entre los años 1943 y 1945 empezó a aprender los oficios de panadero, sastre y pintor. En 1946 emigró a la zona de ocupación soviética donde trabajó los siguientes años en granjas agrícolas y plantas industriales. En los años 1949-1950 emprendió un viaje por Alemania Occidental y Países Bajos. Después de intentar sin éxito ingresar en la Legión Extranjera Francesa regresó a la República Democrática Alemana. Allí se hizo miembro de la Juventud Libre Alemana, la Federación Alemana de Sindicatos Libres y la Asociación de Amistad Germano-Soviética. Entre los años 1950 y 1954 trabajó en las minas de uranio de Marienberg y Oberschlema en la empresa Wismut AG. Desde 1954 hasta 1955 estudió en la Arbeiter-und-Bauern-Fakultät de Leipzig. Después trabajó de nuevo en la agricultura, esta vez en Marnitz. Después de que en 1956 se publicara su primer libro, estudió entre los años 1958 y 1961 en la Deutsches Literaturinstitut Leipzig. En el año 1959 ingresó en el Partido Socialista Unificado de Alemania (PSUA). En los años 1961-62 trabajó en una Landwirtschaftliche Produktionsgenossenschaft en Martniz y desde 1962 hasta 1968 trabajó como escritor independiente. Desde 1968 hasta 1970 trabajó como autor de la central térmica de Kraftwerk Lübbenau. Posteriormente trabajó como escritor independiente en Alt Zauche-Wußwerk hasta 1981; en dicho municipio se encuentra hoy en día la «casa Erich Köhler». Desde 1981 nuevamente fue escritor contratado en el Volkseigenes Gut de Radensdorf, en el bosque del Spree. En 1990 se prejubiló.
Köhler fue colaborador informal de la Stasi bajo el nombre de «Fritz» entre los años 1972 y 1975 y bajo el nombre de «Heinrich» entre los años 1975 y 1980. Su negativa a abandonar el club PEN internacional de la RDA después de la confesión de su colaboración con la Stasi bloqueó la unión de los clubs PEN de la RFA y la RDA hasta el año 2002. En el 2003 fue excluido del club por decisión mayoritaria, en su opinión una medida injustificada contra la que luchó hasta el final de su vida. Desde 1997 fue miembro del Partido Comunista Alemán.
Fue autor de novelas, cuentos, dramas y ensayos. En sus inicios su trabajo narrativo consistió en historias tradicionales sobre los profundos cambios que se produjeron en la agricultura en los inicios de la RDA. Se veía como el representante de una nueva literatura proletaria-revolucionaria que debía centrarse en la descripción de la producción.
Fue miembro desde 1958 hasta 1990 del Deutscher Schriftstellerverband.

## Reconocimientos
Recibió los siguientes galardones: en 1957 el Fritz Reuter Kunstpreis de la ciudad de Schwerin, en 1964 el Kunstpreis des FDGB, en 1977 el premio Heinrich Mann, en 1988 la Vaterländischer Verdienstorden (bronce) y en 1991 el Deutsche Schillerstiftung.

## Trabajos
- Das Pferd und sein Herr. (1956)
- Die Teufelsmühle. (1958)
- Schatzsucher. (1964)
- Goldnase. (1965)
- Nils Harland. (1968)

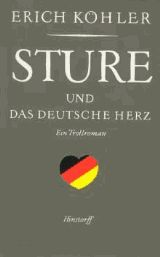
Portada de la obra de Köhler Sture und das deutsche Herz.

- Platekatel-Banzkosumirade oder Die Suche nach der verlorenen Stecknadel. (1973)
- Der Schlangenkönig. (1975)
- Hinter den Bergen. (1976)
- Der Krott oder Das Ding unterm Hut. (1976)
- Die Denkmaschine. (1979)
- Reise um die Erde in acht Tagen. (1979)
- Hartmut und Joana oder Geschenk für Kinder. (1980)
- Kiplag-Geschichten. (1980)
- Nichts gegen Homer. (1986)
- Der verwunschene Berg. (1988)
- Sture und das deutsche Herz. (1990)
- Blasmagorien. (1996)
- Sentenzen kontra Schwarzbuch. (1998)
- Credo oder Wie gleiches Streben Held und Dichter bindet. (2000)
- Sture und das Deutsche Herz - Ein Trollroman. (2009)
- Radauer oder Aufstieg und Fall von Politanien. (2010)